# صامت بروجردی

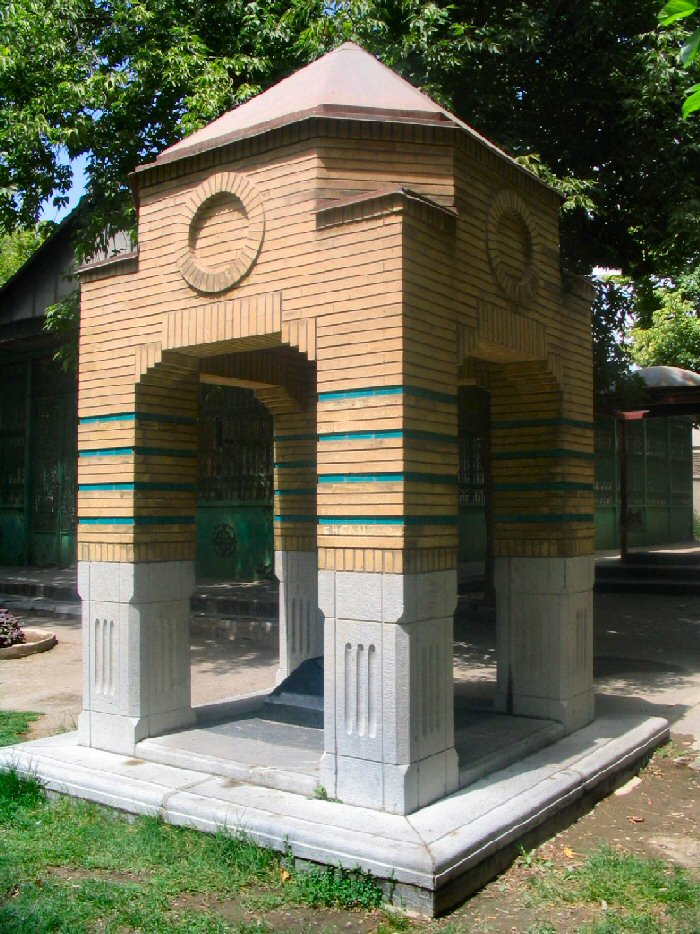
آرامگاه صامت بروجردی در بوستان صامتیه بروجرد

میرزا محمد باقر صامت بروجردی معروف به صامت بروجردی و متخلص به صامت (۱۲۶۳–۱۳۳۳ قمری)، یکی از شاعران مذهبی و مدیحه سرایان قرن سیزدهم و چهاردهم ایران است. بیشتر آثار صامت بروجردی را مرثیه‌های مذهبی در ستایش امامان شیعه و نیز نوحه‌ها و اشعاری در توصیف عاشورا تشکیل می‌دهد. دیوان وی مشتمل بر انواع شعرها مانند غزل، قصیده و رباعی است. وی همچنین اشعار مذهبی در قالب بحر طویل دارد. شعرها و نوحه‌های صامت هنوز هم در سوگواریها و مراسم بزرگداشت حادثه عاشورا خوانده می‌شوند. شهرت وی در کشورهای آسیای میانه و شبه‌قاره هند نیز در میان مخاطبانش قابل ملاحظه می‌باشد.

## زندگی
محمدباقر در سال ۱۲۶۳ در شهر بروجرد متولد شد. پدرش پنجشنبه نام داشت. وی تحصیلات خود را به شیوه سنتی در مکتبخانه‌های این شهر گذراند. سپس با علاقه و استعدادی که به شعر داشت به این حوزه وارد شد. وی فن شعر را از میرزا عبدالمجید نوایی فرا گرفت.
صامت از راه سقط فروشی در بازارچه حاج سهرابی بروجرد امرار معاش می‌کرد و در کنار آن به کارهای ذوقی می‌پرداخت.
وی در روز پنجشنبه شانزدهم ماه محرم سال ۱۳۳۳ قمری در بروجرد در گذشت و در گورستانی در کوی صوفیان به خاک سپرده شد. این محوطه امروزه به نام این شاعر، صامتیه نامیده می‌شود.

## آثار
- ریاض الشهاده (دیوان اشعار صامت بروجردی)
- کتاب الروایات و المصائب
- کتاب المراثی و المصائب
- کتاب التضمین و المصائب
- کتاب النصایح و التنبیه
- کتاب القطعات و النصایح